# Christian Jollet
Pour les articles homonymes, voir Jollet.
Christian Jollet est un auteur-compositeur et adaptateur français.
Auteur ou adaptateur de plus de 800 chansons, on lui doit notamment les versions françaises des chansons de nombreuses productions Disney, parmi lesquelles Merlin l'Enchanteur (1963), Mary Poppins (1964), Le Livre de la jungle (1967), Les Aristochats (1970), L'Apprentie sorcière (1971) et Robin des Bois (1973).
Il a composé également de nombreuses pièces pour accordéon avec André Verchuren et Robert Monédière.